# Artazostre
Artazostre (Arta-zauštri "la que té el favor d'Arta") fou una princesa aquemènida filla de Darios I el Gran.
Heròdot diu que es va casar amb Mardoni, fill de Gòbries, uns dels set nobles conspiradors contra Smerdis de Pèrsia, que va dirigir la campanya militar de Tràcia i Macedònia el 492 aC (la boda fou aquell mateix any o molt poc abans).
Sembla que el seu nom no s'esmenta a les taules de fortificació de Persèpolis (documents administratius trobats a Persèpolis), però hi ha referències (en tauletes datades l'any 498 aC) a una "esposa de Mardoni, filla del rei", que va rebre racions per a un viatge que va fer amb Gobryas i una dona anomenada Radušnamuya o Ardušnamuya, potser la dona de Gobryas. Tanmateix, una altra interpretació del text suggereix que Ardušnamuya era en realitat la "esposa anònima de Mardonius".